# ロック、ストック&フォー・ストールン・フーヴズ
『ロック、ストック&フォー・ストールン・フーヴズ』（Lock, Stock and Four Stolen Hooves）は、1998年公開の『ロック、ストック&トゥー・スモーキング・バレルズ』のスピンオフドラマシリーズで2000年からチャンネル4で放送されたSKAフィルムズ、ジンジャー・テレビジョン製作『Lock, Stock...』のパイロット版である。

## ストーリー
マフィアのボスとして君臨するマイアミ・バイスの右腕であるスリーフィートは、彼からの命令で富豪を痛めつけ強引にサラブレッドを買い取っていた。
予想屋のベーコン、シェフで喧嘩っ早くどこか抜けているムーン、モテ男のジェイミー、モテないリーの4人組みが営むパブ「ザ・ロック」は、パブとしてだけではなく様々な賭博もやっていた。彼らに酒を配達しているオランダ出身のヨハンとヨルディは、マイアミ・バイスの運び屋のグラスジョーから大量の獣姦物アダルトビデオとマイアミが10年かけて探し出した1970年代に活躍したポルノ王のために製作された男性器がモチーフの腕時計を奪う。マイアミ・バイスは、スリーフィートからネファリアスの店に良い品物が入ったと報告され彼の店に向かう。ネファリアスは馬券業の他に、色々な動物の肉を使ったケバブを製造したり盗品を売り払ったりと金を稼ぐために何でも手をつけていた。ネファリアスがマイアミ・バイスに盗品を売った後、彼はマイアミから自分の馬で今度の土曜日に初レースを行うシャーバートを不人気馬にして配当を倍増させるよう頼まれる。ヨハンとヨルディは4人組みに強い酒を買わせパーティを台無しにしたお詫びとして、彼らに盗んだ品を渡してアダルトビデオを売った金の半分を分けるよう話す。
ベーコンとジェイミーはアダルトビデオを売るため知り合いの店を回っていく。まずネファリアスの店を訪れビデオを見せるが、彼は売りにくい獣姦物だと分かると300本の半分を安い値段で買うと伝える。値段に不満な2人が帰ろうとしたとき、ネファリアスから金の他に儲かる情報としてマイアミ・バイスから聞いた土曜日の競馬レースの裏情報を教えられ、ベーコンたちはアダルトビデオを彼に売り渡す。その夜、人間を的にしたゴルフショットを楽しんでいたマイアミ・バイスの元に仕事をしくじったグラスジョーが戻ってくる。マイアミは自分が苦労して手に入れた物を容易く奪われたことを責め、スリーフィートらにグラスジョーの始末を任せる。翌日4人組みは、リーの伯父で盗品売買をして大儲けしているダグラス・フェアブラスの店に行く。彼は邪魔者を火力が強いライターで焼き殺すため、皆からはファイアー・バグと呼ばれている。彼に残りの獣姦物アダルトビデオを売り払った4人組みがイかれている彼から逃げようと足早に店を出ようとしたとき、ファイアー・バグが甥のリーを呼び止める。彼に儲け話がないか聞かれたリーは、ネファリアスから教えられた競馬の裏情報を伝える。そしてファイアー・バグから自分の代わりにその馬に賭けるよう頼まれたリーが賭け金を受け取ろうとしたとき、ヨハンたちから貰った腕時計をファイアー・バグが見つけいい時計だと言われる。

## キャスト
| 役名             | 俳優                         | 日本語吹替 |
| ---------------- | ---------------------------- | ---------- |
| ムーン           | ダニエル・カルタジローン     | 家中宏     |
| ジェイミー       | スコット・マスレン           | 堀内賢雄   |
| ベーコン         | ショーン・パークス           | 森川智之   |
| リー             | デル・シノット               | 井上倫宏   |
| マイアミ・バイス | ラルフ・ブラウン             | 辻親八     |
| ファイアー・バグ | クリント・ディアー           | 江原正士   |
| スリーフィート   | クリストファー・アダムソン   | 田中正彦   |
| ネファリアス     | ジョージ・イアソーミ         | 後藤哲夫   |
| デレク叔父さん   | ニック・ブリンブル           | 幹本雄之   |
| ヨハン           | クリス・ロウ                 | 松本保典   |
| ヨルディ         | ニコライ・コスター＝ワルドー | 置鮎龍太郎 |
| ハッピージャック | ニコラス・ベヴェニー         | 山野井仁   |
| グラスジョー     | テリー・バード               | 谷昌樹     |
| クーロス         | マリオ・カリ                 | 斉藤次郎   |
| バービー         | ロレイン・チェイス           |            |
| タニア           | リサ・ロジャース             | 高橋裕子   |
| ローラ           | ニッキー・グロース           | 山像かおり |

## スタッフ
- 監督：シェリー・フォークソン（英語版）
- 脚本：ガイ・リッチー、クリス・ベイカー、アンドリュー・デイ
- 製作：トニー・ウッド
- 製作総指揮：クリス・エヴァンス（英語版）、ガイ・リッチー、マシュー・ヴォーン
- 撮影監督：ケイティ・スウェイン
- プロダクションデザイナー：アンナ・ヒギンソン
- 編集：ニック・アーサーズ
- 衣裳デザイン：ジェイン・グレゴリー
- 音楽：ジョン・ラン（英語版）
- タイトルミュージック：オーシャン・カラー・シーン
- 日本語字幕：岡田壮平
- 吹替翻訳：種市譲二
- 吹替演出：市来満
- 吹替製作：ニュージャパンフィルム